# Oreoneta banffkluane
Oreoneta banffkluane är en spindelart som beskrevs av Michael Ilmari Saaristo och Yuri M. Marusik 2004. Oreoneta banffkluane ingår i släktet Oreoneta och familjen täckvävarspindlar. Inga underarter finns listade i Catalogue of Life.